# Цемер
Цемер, Цимери (в пер. с авар. – «медвежий край») — село в Чародинском районе Дагестана. Входит в Сельсовет Гилибский.

## География
Расположено на р. Цемерор (бассейн р. Тлейсерух), в 22 км к юго-западу от села Цуриб.

## История
Часть жителей переселилась в село Цадах.

## Население
| 1869 | 1888 | 1895 | 1926 | 1939 | 1970 | 1989 |
| ---- | ---- | ---- | ---- | ---- | ---- | ---- |
| 220  | ↗273 | ↗285 | ↘232 | ↗278 | ↗314 | ↘213 |
| 2002 | 2010 | 2021 |      |      |      |      |
| ↗236 | ↘208 | ↘180 |      |      |      |      |